# Asamblea Regional de Murcia
La Asamblea Regional de Murcia es el parlamento autonómico de la Región de Murcia, con sede en la ciudad de Cartagena. En la actualidad la integran 45 diputados que representan al pueblo murciano.
Entre las funciones de la Asamblea, está el nombrar de entre sus miembros al presidente autonómico, legislar sobre aquellas materias que son competencia de la comunidad y aprobar los presupuestos generales de la comunidad autónoma.

## Historia

### Composiciones históricas

2019-2021
2021-2023
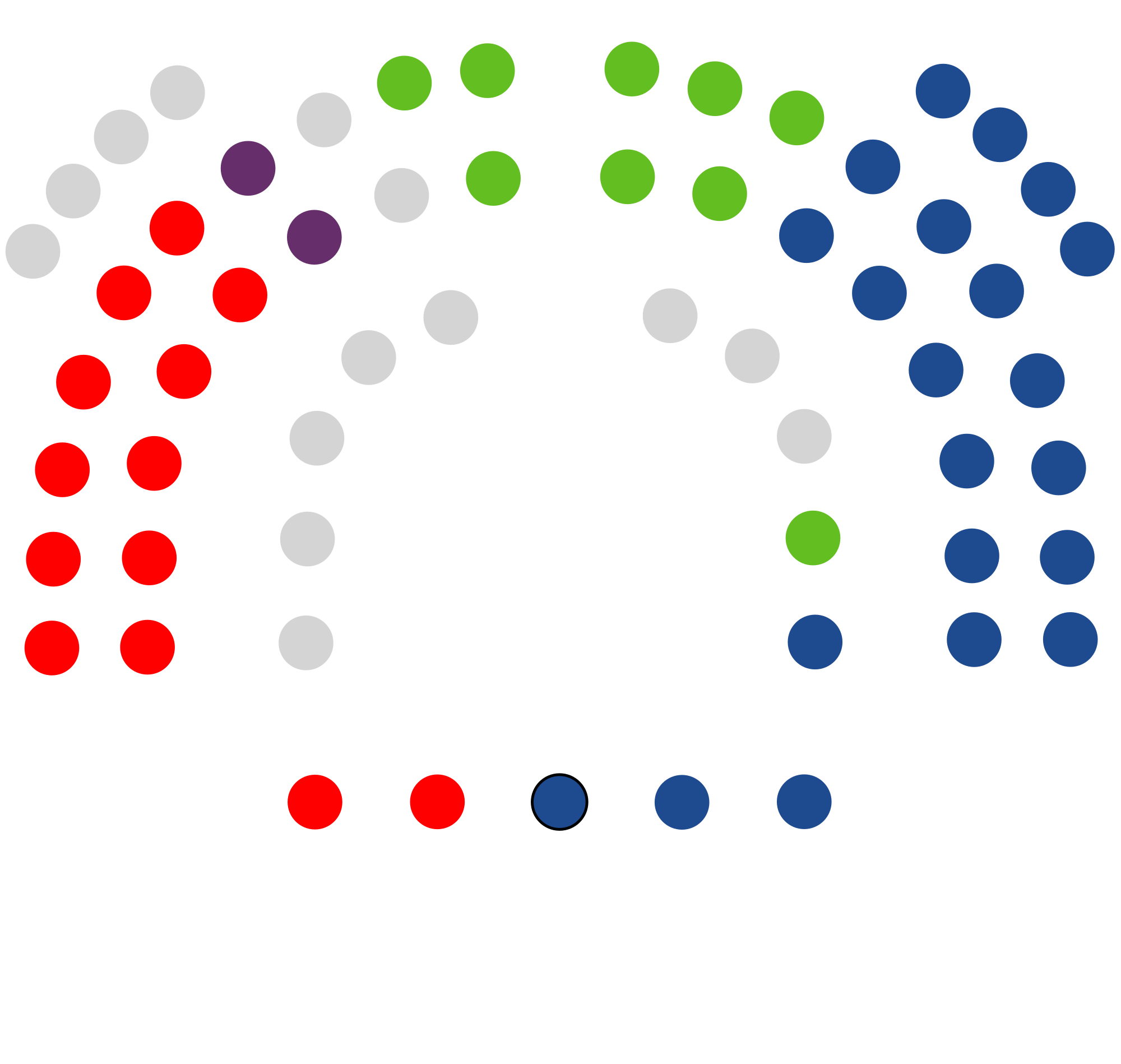
2023-2024
2024-act.

## Sistema electoral

### Sistema electoral actual (2015- )
El 23 de julio de 2015, la Asamblea de la Región de Murcia aprobó la primera reforma del sistema electoral autonómico por unanimidad, con los votos de los impulsores de la misma (PSRM-PSOE, Podemos y Ciudadanos) y los votos del Partido Popular. Los cuatro principales cambios de esta reforma fueron:
- Reducción de las cinco circunscripciones a una circunscripción única que engloba a todos los municipios de la Región, equiparándose así al resto de comunidades autónomas uniprovinciales peninsulares, excepto Asturias.
- Bajada de la barrera electoral mínima del 5 % al 3 %.
- Prohibición de que los diputados ocupen simultáneamente otros cargos, como alcaldes o concejales.
- Reducción del techo de los gastos de los partidos durante las elecciones.

De esa forma, esa reforma entró en vigor, publicándose por el BORM y el BOE, y es la normativa que rige desde entonces las elecciones autonómicas de la Región.

### Sistema electoral antiguo (1987-2015)
Hasta las elecciones autonómicas de 2015 se seguía el procedimiento estipulado de acuerdo a lo dispuesto en la Ley 2/1987, de 24 de febrero Electoral de la Región de Murcia, donde se regulaba el sistema electoral de la Comunidad Autónoma de la Región de Murcia. Según la ley, la Asamblea de la Región de Murcia consta de 45 diputados, elegidos por sufragio universal cada cuatro años por los ciudadanos de la Región. con una barrera electoral mínima del 5 %, que se repartían en cinco circunscripciones electorales inferiores a la provincia, siendo, junto con Asturias, los dos casos en la España peninsular. Se numeraban del uno al cinco, pero también se conocían por descriptores geográficos.
Estas circunscripciones eran la Primera (de Lorca, 7 diputados), la Segunda (de Cartagena, 11 diputados), la Tercera (de Murcia, 21 diputados), la Cuarta (del Noroeste, 4 diputados) y la Quinta (la del Altiplano, 2 diputados).
| Mapa    | Número    | Descriptor | Diputados | Municipios Ordenados por población                                                      |
| ------- | --------- | ---------- | --- | --------------------------------------------------------------------------------------- |
|         | Primera   | Lorca      | 7 | Ver listaLorca Águilas Mazarrón Totana Alhama de Murcia Puerto Lumbreras Librilla Aledo |
| Segunda | Cartagena | 11         | Ver listaCartagena Torre Pacheco San Javier San Pedro del Pinatar La Unión Fuente Álamo de Murcia Los Alcázares                                                                                     |                                                                                         |
| Tercera | Murcia    | 21         | Ver listaMurcia Molina de Segura Alcantarilla Cieza Las Torres de Cotillas Archena Santomera Abarán Ceutí Beniel Fortuna Alguazas Lorquí Blanca Abanilla Villanueva del Río Segura Ricote Ulea Ojós |                                                                                         |
| Cuarta  | Noroeste  | 4          | Ver listaCaravaca de la Cruz Mula Cehegín Bullas Calasparra Moratalla Pliego Campos del Río Albudeite                                                                                               |                                                                                         |
| Quinta  | Altiplano | 2          | Ver listaYecla Jumilla |                                                                                         |

## Presidencia de la Asamblea Regional de Murcia
En toda la historia de la Asamblea Regional ha habido ocho presidentes distintos, cinco de ellos del Partido Socialista, dos del Partido Popular y uno de Ciudadanos. Este último fue expulsado del partido en abril de 2021.
| Legislatura      | Presidente/a          | Presidente/a                       | Partido         | Inicio de mandato       | Fin de mandato      |
| ---------------- | --------------------- | ---------------------------------- | --------------- | ----------------------- | ------------------- |
| I legislatura    |                       | Carlos Collado Mena                | PSRM-PSOE       | 28 de mayo de 1983      | 3 de abril de 1984  |
| I legislatura    | Manuel Tera Bueno     | 6 de abril de 1984                 | PSRM-PSOE       | 1 de julio de 1987      |                     |
| II legislatura   | Miguel Navarro Molina | 1 de julio de 1987                 | PSRM-PSOE       | 14 de junio de 1991     |                     |
| III legislatura  | Miguel Navarro Molina | 14 de junio de 1991                | PSRM-PSOE       | 26 de noviembre de 1993 |                     |
| III legislatura  | José Plana Plana      | 26 de noviembre de 1993            | PSRM-PSOE       | 23 de junio de 1995     |                     |
| IV legislatura   |                       | Francisco Celdrán Vidal            | PPRM            | 23 de junio de 1995     | 30 de junio de 1999 |
| V legislatura    | 30 de junio de 1999   | Francisco Celdrán Vidal            | PPRM            | 19 de junio de 2003     |                     |
| VI legislatura   | 19 de junio de 2003   | Francisco Celdrán Vidal            | PPRM            | 18 de junio de 2007     |                     |
| VII legislatura  | 18 de junio de 2007   | Francisco Celdrán Vidal            | PPRM            | 14 de junio de 2011     |                     |
| VIII legislatura | 14 de junio de 2011   | Francisco Celdrán Vidal            | PPRM            | 15 de junio de 2015     |                     |
| IX legislatura   |                       | Rosa Peñalver Pérez                | PSRM-PSOE       | 15 de junio de 2015     | 11 de junio de 2019 |
| X legislatura    |                       | Alberto Castillo Baños             | Cs/indep.[n. 1] | 11 de junio de 2019     | 14 de junio de 2023 |
| XI legislatura   |                       | María Visitación Martínez Martínez | PPRM            | 14 de junio de 2023     | En el cargo         |

## Composición de la Asamblea en la XI legislatura

### Resultado electoral
En las elecciones a la Asamblea Regional de Murcia de 2023, celebradas el domingo 28 de mayo, el Partido Popular de la Región de Murcia ganó las elecciones, quedando el Partido Socialista de la Región de Murcia en segundo lugar, Vox en tercer lugar y Podemos+IU-Verdes+AV en cuarto lugar. De este modo, los resultados en las elecciones fueron los siguientes:
| Elecciones a la Asamblea Regional de Murcia de 2023 |                                              |                      |         |         |           |             |
| Partido político                                    | Partido político                             | Candidato            | Votos   | Votos   | Diputados | Diputados   |
|                                                     | Partido Popular de la Región de Murcia       | Fernando López Miras | 293 051 | 42,79 % | 21        | 5           |
|                                                     | Partido Socialista de la Región de Murcia    | José Vélez Fernández | 175 505 | 25,63 % | 13        | 4           |
|                                                     | Vox                                          | José Ángel Antelo    | 121 321 | 17,72 % | 9         | 5           |
|                                                     | Podemos+Izquierda Unida-Verdes+Alianza Verde | María Marín          | 32 173  | 4,70 %  | 2         | Sin cambios |
| Fuente: datoselecciones.com                         |                                              |                      |         |         |           |             |

### Órganos de la Asamblea

#### La Mesa
| Cargo                  | Titular                              | Partido   |
| ---------------------- | ------------------------------------ | --------- |
| Presidenta             | María Visitación Martínez Martínez   | PPRM      |
| Vicepresidente primero | Miguel Ángel Miralles González-Conde | PPRM      |
| Vicepresidente segundo | Alfonso Martínez Baños               | PSRM-PSOE |
| Secretaria primera     | María del Carmen Ruiz Jódar          | PPRM      |
| Secretaria segunda     | Virginia Lopo Morales                | PSRM-PSOE |

#### Grupos parlamentarios
| Grupo                               | Grupo      | Integrantes                                  | Portavoz          | Líder                | Escaños |
| ----------------------------------- | ---------- | -------------------------------------------- | ----------------- | -------------------- | ------- |
|                                     | Popular    | Partido Popular de la Región de Murcia       | Joaquín Segado    | Fernando López Miras | 21      |
|                                     | Socialista | Partido Socialista de la Región de Murcia    | José Vélez        | José Vélez           | 13      |
|                                     | Vox        | Vox                                          | José Ángel Antelo | José Ángel Antelo    | 9       |
|                                     | Mixto      | Podemos-Izquierda Unida Verdes-Alianza Verde | María Marín       | María Marín          | 2       |
| Fuente: Asamblea Regional de Murcia |            |                                              |                   |                      |         |

#### La Junta de Portavoces
| Cargo                               | Cargo                      | Titular                              | Lista                |
| ----------------------------------- | -------------------------- | ------------------------------------ | -------------------- |
| Presidente                          | Presidente                 | María Visitación Martínez Martínez   | PPRM                 |
| Vicepresidente primero              | Vicepresidente primero     | Miguel Ángel Miralles González-Conde | PPRM                 |
| Vicepresidente segundo              | Vicepresidente segundo     | Alfonso Martínez Baños               | PSRM-PSOE            |
| Secretario primero                  | Secretario primero         | María del Carmen Ruiz Jódar          | PPRM                 |
| Secretario segundo                  | Secretario segundo         | Virginia Lopo Morales                | PSRM-PSOE            |
| Portavoces titulares                |                            |                                      |                      |
|                                     | Portavoz del GP Popular    | Joaquín Segado Martínez              | PPRM                 |
|                                     | Portavoz del GP Socialista | José Vélez Fernández                 | PSRM-PSOE            |
|                                     | Portavoz del GP Vox        | José Ángel Antelo Paredes            | Vox                  |
|                                     | Portavoz del GP Mixto      | María Marín Martínez                 | Podemos+IU-Verdes+AV |
| Fuente: Asamblea Regional de Murcia |                            |                                      |                      |

#### Comisiones
| Comisiones de la Asamblea Regional de Murcia                                |                                      |       |       |
| Comisión                                                                    | Presidencia                          | Grupo | Grupo |
| Comisiones permanentes legislativas                                         |                                      |       |       |
| Asuntos Generales e Institucionales, de la Unión Europea y Derechos Humanos | Miguel Ángel Miralles González-Conde |       | PPRM  |
| Economía, Hacienda y Presupuesto                                            | Víctor Martínez-Carrasco Guzmán      |       | PPRM  |
| Política Territorial, Medio Ambiente, Agricultura y Agua                    | Antonio Martínez Nieto               |       | Vox   |
| Industria, Trabajo, Comercio y Turismo                                      | Virginia Martínez García             |       | Vox   |
| Sanidad y Política Social                                                   | Antonio Martínez Pastor              |       | PPRM  |
| Educación y Cultura                                                         | Carlos Albaladejo Alarcón            |       | PPRM  |
| Comisiones permanentes no legislativas                                      |                                      |       |       |
| Peticiones y Defensa del Ciudadano                                          | Pascual Salvador Hernández           |       | Vox   |
| Estatuto de la Diputada o Diputado y de la Actividad Política               | María Visitación Martínez Martínez   |       | PPRM  |

## Disturbios e incendio en 1992
En 1992, bajo la presidencia de Carlos Collado y con Miguel Navarro de presidente de la Asamblea, la Región de Murcia sufría una de las crisis económicas más graves de su historia. Esta crisis era mayor aún, en Cartagena, principal eje industrial de la Región. Se anunciaron cierres como el de Peñarroya o Coca-Cola, el cese de la actividad en la Sierra minera de Cartagena-La Unión y despidos en Repsol, Campsa, Bazán... Las protestas y huelgas fueron numerosas ante lo que los trabajadores consideraban como pasividad e incompetencia de la clase política.
El 3 de febrero más de 2000 trabajadores indignados se concentraron en los alrededores de la Asamblea, protestando por la situación, el día en que Carlos Collado tenía que comparecer ante la Asamblea por el caso de los terrenos de Casagrande. Ante el enardecimiento de los manifestantes y su gran número, se ordenó a la policía que cargase contra ellos, pese a que seguían comportándose de forma pacífica. Este hecho motivó que la situación se agravase y se desatase el caos. La policía empezó a disparar pelotas de goma y los manifestantes a tirar objetos contra ellos. Una lluvia de piedras se lanzaron a la policía y a la Asamblea. Varias de estas piedras rompieron las ventanas de la misma.
Fue necesario instalar una enfermería de campaña, en el interior de la Asamblea.
Por la tarde pudieron evacuar a los parlamentarios y el control policial se relajó. Sobre las 18:15, una persona no identificada lanzó un cóctel molotov que se introdujo en la Asamblea por las ventanas rotas e incendió por completo el primer piso.
Estos sucesos se reflejaron en la película documental El año del descubrimiento (2020).

## Votación al cargo de Presidente de la Asamblea Regional de Murcia de la XI Legislatura
| Primer acto de investidura de la XI Legislatura |                                                        |      |    |    |   |   |       |
| Candidato                                       | Fecha                                                  | Voto |    |    |   |   | Total |
| Fernando López Miras (PPRM)                     | 7 de julio de 2023 Mayoría requerida: absoluta (23/45) | Sí   | 21 |    |   |   | 21/45 |
| Fernando López Miras (PPRM)                     | 7 de julio de 2023 Mayoría requerida: absoluta (23/45) | No   |    | 13 | 9 | 2 | 24/45 |
| Fernando López Miras (PPRM)                     | 7 de julio de 2023 Mayoría requerida: absoluta (23/45) | Abs. |    |    |   |   | 0/45  |
| Fernando López Miras (PPRM)                     | 10 de julio de 2023 Mayoría requerida: simple          | Sí   | 21 |    |   |   | 21/45 |
| Fernando López Miras (PPRM)                     | 10 de julio de 2023 Mayoría requerida: simple          | No   |    | 13 | 9 | 2 | 24/45 |
| Fernando López Miras (PPRM)                     | 10 de julio de 2023 Mayoría requerida: simple          | Abs. |    |    |   |   |       |

| Segundo acto de investidura de la XI Legislatura |                                                             |      |    |    |   |   |       |
| Candidato                                        | Fecha                                                       | Voto |    |    |   |   | Total |
| Fernando López Miras (PPRM)                      | 7 de septiembre de 2023 Mayoría requerida: absoluta (23/45) | Sí   | 21 |    | 9 |   | 30/45 |
| Fernando López Miras (PPRM)                      | 7 de septiembre de 2023 Mayoría requerida: absoluta (23/45) | No   |    | 13 |   | 2 | 15/45 |
| Fernando López Miras (PPRM)                      | 7 de septiembre de 2023 Mayoría requerida: absoluta (23/45) | Abs. |    |    |   |   | 0/45  |

## Senadores designados por la Asamblea Regional de Murcia
Una de las funciones que desempeña la Asamblea Regional de Murcia es la designación de los senadores y senadoras que deben representar a la Región de Murcia, conforme a lo previsto en la Constitución y en la forma que determine la Ley de Designación de Senadores en representación de la Región de Murcia.
La designación de los senadores murcianos se produjo el día 18 de octubre de 2023 en la Asamblea Regional de Murcia. El resultado de la votación fue el siguiente: el representante del PPRM obtuvo 21 votos y la del PSRM-PSOE 15 votos. Por lo tanto, la lista de senadores designados por la Asamblea Regional de Murcia quedó de la siguiente forma:
| Partido | Partido   | Senadores                           | Fecha inicio          |
| ------- | --------- | ----------------------------------- | --------------------- |
|         | PPRM      | José Ramón Díez de Revenga Albacete | 19 de octubre de 2023 |
|         | PSRM-PSOE | María Dolores Flores García         | 19 de octubre de 2023 |